# 米拉弗洛雷斯區 (阿雷基帕省)
米拉弗洛雷斯區（西班牙語：Distrito de Miraflores），是秘魯的一個區，位於該國南部阿雷基帕大區的阿雷基帕省，始建於1857年1月2日，面積28.68平方公里，海拔高度2,430米，2005年人口52,114，人口密度每平方公里1,800人。
16°23′39″S 71°31′20″W / 16.39417°S 71.52222°W